# Alí Yannatí
Alí Yannatí (n. 1949) es un diplomático y político iraní, fue ministro de Cultura y Guía Islámica de la República Islámica de Irán desde el 15 de agosto de 2013 hasta el 19 de octubre de 2016.

## Formación
Alí Yannatí, nacido en 1949, es hijo del ayatolá Ahmad Yannatí, presidente del Consejo de Guardianes, imam interino de la Universidad de Teherán y una de las figuras políticas más destacadas de la República Islámica de Irán. Tras su educación secundaria, Alí Yannatí hizo estudios en la Escuela Haqqaní, una de las más prestigiosas de las instituciones religiosas de la ciudad de Qom.

### Actividad prerrevolucionaria
En los últimos años de reinado del shah Mohammad Reza Pahlaví, Yannatí se implicó en la lucha armada contra el gobierno en círculos cercanos a Mohammad Montazerí, hijo del ayatolá Hosein Alí Montazerí. En 1975, aconsejado por Mohammad Beheshtí y Akbar Hashemí Rafsanyaní, huyó de Irán y vivió en Siria y Líbano, junto con otros combatientes. Cuando en 1979 triunfó la Revolución Islámica residía en Kuwait.

Uno de los problemas a los que nos enfrentábamos en Siria y Líbano, era la residencia. No teníamos una identidad presentable. Nuestra labor era clandestina, no se le podía decir a cualquiera lo que hacíamos, y mientras no tuviésemos una justificación aceptable, no podíamos adquirir un permiso de residencia. En este asunto, el imam Musa Sadr nos ayudó mucho. Presentó a varias personas al gobierno de Líbano como miembros del Consejo Supremo Islámico Chiita, y así conseguimos la residencia oficial. También habló con Hafez al-Asad para pedirle que ordenase que dieran la residencia a un número de combatientes iraníes que luchaban contra el régimen del Mohammad Reza Pahlevi. Asad aceptó, y el difunto Mohammad Montazerí y yo nos conseguimos del ministerio del Interior la residencia para varios compañeros.

### Años de la guerra en Juzestán
Tras la revolución, Yannatí fue designado 1980 para dirigir la Radio y Televisión de la República Islámica de Irán (IRIB) en Ahvaz, poco antes de la invasión de Juzestán por el ejército iraquí y el comienzo de la guerra Irán-Irak. A finales del mismo año, con la aprobación de una nueva regulación radiotelevisiva, fue designado por el ayatolá Beheshtí, jefe del poder judicial, como representante en el consejo de supervisión de IRIB, cargo que mantuvo hasta 1983, ejerciendo en un breve período como director de la primera cadena en 1982. En esa época comenzó su colaboración con Hasán Rouhaní, entonces miembro de dicho consejo.
En 1984, Yannatí volvió a un Juzestán sumido en la guerra y asumió la gobernación de la provincia hasta 1987, apoyándose en los círculos de personas cercanas a Akbar Hashemí Rafsanyaní. A finales de ese año y hasta 1989 se integró en el centro Jatam ol-Anbiá del Ejército de Guardianes de la Revolución Islámica. Tras la designación de Akbar Hashemí Rafsanyaní como comandante en jefe de las fuerzas armadas iraníes por el ayatolá Jomeini, Yannatí se ocupó además en la dirección de uno de sus despachos durante un año.

### Presidencias de Rafsanyaní y Jatamí
En el otoño de 1989, fue designado por el recién elegido presidente Rafsanyaní como gobernador de Jorasán, entonces provincia única y la mayor de Irán, pese a la oposición de Seyed Hadí Jameneí, diputado de Mashhad en la Asamblea Consultiva Islámica y hermano del entonces recién designado líder supremo de Irán, Alí Jamenei.
En 1992 cesó en la gobernación de Jorasán y el entonces ministro de Cultura y Guía Islámica Alí Lariyaní lo nombró secretario de asuntos internacionales del ministerio, cargo en el que permaneció tres años. Otros tres estuvo hasta 1998 como presidente suplente del Instituto de Cultura y Relaciones Islámicas, responsable de las consejerías culturales de las embajadas de Irán. Desde 1998 a 2002, ocupó el puesto de embajador de Irán en Kuwait y, a su regreso a Teherán, fue empleado como consejero en el Ministerio de Asuntos Exteriores.

### Presidencia de Ahmadineyad
Con el acceso a la presidencia de Mahmud Ahmadineyad, Yannatí, el ministro de Interior Mustafá Purmohammadí —compañero de Yannatí en la escuela Haqqaní—, lo designó como secretario político del ministerio, lo que le acarreó numerosas críticas a Purmohammadí por haber apoyado Yannatí la candidatura de Rafsanyaní en la elección de 2005. Por ello, en 2006 regresó a la embajada de Kuwait, donde permaneció hasta ser destituido por Manuchehr Mottakí en 2010 , año en que a petición de Hasán Rouhaní se trasladó al Centro de Estudios Estratégicos de la Asamblea de Discernimiento del Interés del Estado como investigador en política exterior.

### Gobierno de Hasán Rouhaní
En agosto de 2013 fue presentado por Hasán Rouhaní como ministro de Cultura y Guía Islámica, y su candidatura aprobada por la Asamblea Consultiva Islámica el día 15 con 234 votos favorables, 36 contrarios y 12 abstenciones. 

#### Reapertura de la Casa del Cine
El 12 de septiembre de 2013, Día Nacional del Cine en Irán, se reabrió por orden de Yannatí en calidad de ministro de Cultura y Guía Islámica la Casa del Cine, institución gremial no gubernamental clausurada en enero de 2012 tras meses de conflicto entre la asociación y el ministerio de Seyed Mohammad Hoseiní.

## Publicaciones
Alí Yannatí dirigió durante 6 años la revista Namé-ye Farhang, editada por la Secretaría de Asuntos Internacionales del Ministerio de Cultura y Guía Islámica. Yannatí ha escrito además decenas de artículos sobre asuntos de política mediooriental como la organización de los Hermanos Musulmanes, las corrientes salafíes y takfiríes y la evolución de los países árabes y el Golfo Pérsico, además de traducir diversos títulos sobre los mismos temas, como م‍وض‍وع‍ات‌ م‍ن‌ ت‍ج‍رب‍ه‌ ال‍ث‍وره‌ ال‍ف‍ل‍س‍طی‍ن‍ه‌ («Aspectos de la experiencia revolucionaria palestina») de Munir Shafiq, una obra traducida como  کمکهای نظامی امریکا به ایران  («Las ayudas militares de Estados Unidos a Irán») y الشیوعیة المحلیة والحرکات التحریة الوطنیة العربیة («El comunismo autóctono y los movimientos de liberación nacional árabes»), editadas antes de la Revolución de 1979; o, ya en los años 2000 y después de los atentados del 11 de septiembre de 2001, el libro de 2003 المسيح اليهودي ونهاية العالم («El Mesías judío y el Fin del Mundo») del periodista egipcio desaparecido Reda Helal, traducido en 2007 como مسیحیت صهیونیست وبنیادگرای امریکا («El cristianismo sionista y el fundamentalismo de Estados Unidos»); o, en 2006, دل‍ی‍ل‌ اس‍رائ‍ی‍ل‌ ال‍ع‍ام‌ de 2004 del Instituto de Estudios Palestinos de Líbano en dos volúmenes, traducido como ساختار دولت صهیونیستی اسرائیل, («Estructura del estado sionista de Israel»). Alí Yannatí publicó además un libro de memorias a los pocos días de ser designado como ministro en que trata la oposición al reinado de Mohammad Reza Pahlevi, sus actividades en Palestina y Líbano, y su actividad política en Irán tras la revolución, en particular en torno a la fundación del Partido de la República Islámica.